# شیلین رودریگز
شلین رودریگز (متولد ۱۹۷۷) یک هنرمند هنرهای تجسمی، سازمان دهنده و استاد آمریکایی است. رودریگز به اتهام تهدید خبرنگار نیویورک پست از کالج هانتر اخراج شد و چند ماه بعد هم به‌دلیل انتشار محتوای ضد اسرائیلی در شبکه‌های اجتماعی از کالج کوپر یونیون اخراج شد.

## تحصیلات
رودریگز کارشناسی هنرهای زیبا را از دانشکده هنرهای تجسمی نیویورک در سال ۲۰۱۱ و کارشناسی ارشد هنرهای زیبا را از کالج هانتر در سال ۲۰۱۴ کسب کرد.

## اخراج از دانشگاه
در ۲۳ مه ۲۰۲۳، یک خبرنگار نیویورک پست و یک عکاس به خانه او رفتند تا با او مصاحبه کنند و از او عکس بگیرند. رودریگز به آنها گفت که آنجا را ترک کنند و وقتی آنها اصرار کردند، قمه را به گردن یکی از خبرنگاران گرفت. بخشی از این درگیری به‌وسیله دش‌کم یکی از کارکنان پست ثبت شد. او متعاقبا توسط کالج هانتر و مدرسه هنرهای تجسمی اخراج شد و به اتهام تهدید و آزار و اذیت دستگیر شد.
رودریگز چند ماه بعد نیز از کالج کوپر یونیون به‌دلیل محتوای ضد اسرائیلی اخراج شد. او با انتشار متنی در اینباره گفته است: «کوپر یونیون من را به دلیل پستی که در شبکه‌های اجتماعی درباره صهیونیست‌ها گذاشتم اخراج کرد.»